# Lappula fremontii
Lappula fremontii là loài thực vật có hoa trong họ Mồ hôi. Loài này được (Torr.) Howell mô tả khoa học đầu tiên năm 1901.